# 南港ポートタウン
南港ポートタウン（なんこうポートタウン）は、大阪府大阪市住之江区南港中にある住宅地、ニュータウン。
大阪南港の人工島・咲洲の中央部に位置する高層住宅地で、面積は100ha（1km2）、計画戸数は約1万戸。街のほぼ中央を南港ポートタウン線（ニュートラム）が横断する。
全域が「ノーカーゾーン」と呼ばれる車両通行禁止区域に指定されており、自転車を除く車両の通行は原則禁止である。域内への車両の出入り口は、規制車両の侵入を防止するゲートが設置された東側の1個所のみとなっている。

## 歴史
- 1977年（昭和52年）：街びらき
- 1981年（昭和56年）：ニュートラム開通
- 1986年（昭和61年）：完成

## 住宅団地
居住エリアは緑地や商業施設によって4ブロックに区分され、緑のまち、海のまち、太陽のまち、花のまちの愛称が付けられている。各ブロックに街の愛称にちなんだ校名の小学校が設置されていたが、うち2校は少子化の影響で閉校となった。

### 緑のまち（南港中2丁目）
- エバーグリーン南港ポートタウン：11号館、12号館
- 南港わかぎの団地（公団・UR都市機構）：41棟、42棟、43棟、44棟
- 大阪市営南港中住宅（緑)：21号館、22号館、31号館、32号館

### 海のまち（南港中3丁目）
- 大阪市公社かもめ第1コーポ：11号棟、12号棟、13号棟
- 大阪市公社かもめ第2コーポ：14号棟
- 南港しらなみ団地（公団・UR都市機構）：31号棟、32号棟、33号棟、34号棟、35号棟、36号棟
- 南港コープうしお：21号棟、22号棟、23号棟、24号棟
- 南港ポートタウンうしお：25号棟
- 雇用能力開発機構サン・コーポラス南港：26号棟、27号棟

### 太陽のまち（南港中4丁目）
- 近鉄南港ガーデンハイツ：21棟、22棟、23棟、24棟
- 南港ひかりの団地（公団・UR都市機構）：11棟、12棟、13棟、14棟、15棟、16棟

### 花のまち（南港中5丁目）
- 大阪市営南港中住宅（花)：41号館、42号館、43号館、44号館、45号館
- サンフラワーハイツ南港はなのまち住宅：31号棟、32号棟、33号棟、34号棟、35号棟、36号棟、37号棟、38号棟、39号棟
- 南港フローラルハイツ：21号北棟、21号南棟、22号棟、23号棟
- 大阪マリンハイツ：1号館、2号館
- 大阪府警察南港待機宿舎：13棟、14棟

## 商業施設

### 南港ポートタウンショッピングセンター・カリヨンプラザ
ニュータウン唯一の複合商業施設で中核店舗はカナートイズミヤポートタウン店。

### その他の商業施設
- スーパーナショナル南港店（ポートタウン西ビル内）
- 他にコンビニが数店舗ある。

## 教育施設

### 大学
- 相愛大学

### 中高一貫校
- 大阪府立水都国際中学校・高等学校

### 小中一貫校
- 大阪市立南港みなみ小学校・大阪市立南港南中学校（咲洲みなみ小中一貫校）

### 中学校
- 大阪市立南港北中学校

### 小学校
- 大阪市立南港光小学校
- 大阪市立南港桜小学校

### 幼稚園・保育園
- 南港幼稚園
- 開成幼稚園幼児教育学園（旧:南港さくら幼稚園、閉園）
- 住の江幼稚園
- アスール幼稚園
- きのみ保育園
- ポートタウン保育園
- 大阪神愛館グレースこども園

## 交通
- 大阪市高速電気軌道南港ポートタウン線（ニュートラム）
  - ポートタウン東駅
  - ポートタウン西駅
  - 中ふ頭駅
- 大阪シティバス